# Sprachpolitik
Die Sprachpolitik bezeichnet alle Maßnahmen und Regeln, mit denen der Gebrauch bestimmter Sprachen (Sprachstatusplanung) oder ein bestimmter Sprachgebrauch durch Sprachregelung beeinflusst wird. Sprachstatusplanung findet vornehmlich auf politischer Ebene in Staaten und Organisationen statt, Sprachregelung in der Praxis nur innerhalb von Staaten. Maßnahmen und Regeln, die auf den Status und die gesellschaftliche Funktion mehrerer Sprachen, also insbesondere in mehrsprachigen Ländern und internationalen Organisationen, Einfluss nehmen, werden als Sprachenpolitik bezeichnet.
Sprachpolitik und Sprachenrecht sind in modernen Staaten unvermeidlich, da wichtige Funktionen des Staatssystems (wie Verwaltung, Justiz und Bildungswesen) auf Sprache zurückgreifen. In mehrsprachigen Staaten und auch angesichts des wachsenden anderssprachigen Bevölkerungsanteils in vielen Ländern birgt sie aber auch Probleme. Deren Gründe sind die enge Bindung jedes Menschen und Kulturareals an seine Sprache; eine Einmischung von außen in diese Beziehung kann sich negativ für das Individuum, aber auch für die gesamte Gruppe von Sprechern einer untergeordneten Sprache auswirken.

## Begriffsdefinition
Sprachpolitik bezeichnet politische Aktivitäten, die sich mit Sprache oder Sprachen und ihren politischen und gesellschaftlichen Dimensionen beschäftigen, sowie im engeren Sinne das zielgerichtete Eingreifen in die Entwicklung von Sprache oder Sprachen in der Gesellschaft. Sprachpolitik wird zudem als Oberbegriff zu den Begriffen Sprachenpolitik, Sprachplanung oder Sprachmanagement verwendet. Eine eindeutige Definition von Sprachpolitik fehlt in der wissenschaftlichen Diskussion. Sprachplanung und Sprachpolitik werden häufig synonym verwendet. So kann sich Sprachpolitik mit einer oder mehreren Sprachen sowie mit Sprache im Allgemeinen beschäftigen und eine offene oder verdeckte, bewusste oder unbewusste Beeinflussung sprachlichen Verhaltens durch verschiedene Akteure, etwa durch Staaten oder Institutionen, beinhalten. Zur Analyse von Sprachpolitik müssen somit die Ziele und Resultate von Sprachpolitik genauso betrachtet werden, wie die eingesetzten Mittel, die Entscheidungsprozesse, die politischen Bedingungen, das zu beeinflussende Verhalten sowie die Akteure und Sprachnutzer
Sprachpolitik kann alle Aspekte einer Sprache beeinflussen. Dies beginnt damit, eine selbstständige Sprache als solche anzuerkennen. In Gestalt der Statusplanung bestimmt sie, welchen sprachlichen Varietäten welche Funktion zukommen soll. Beispiele dafür sind die Festlegung einer offiziellen Staats- oder Amtssprache, die Auswahl von Mutter- und Fremdsprachen, die an Schulen gelehrt werden, sowie die Rechte von Minderheitensprachen. Unter Korpusplanung wird die Entwicklung von Standards in Grammatik, Rechtschreibung und Wortschatz verstanden. Beispielsweise in Form einer Rechtschreibreform kann Sprachenpolitik diese Regeln für die Verschriftlichung auch verändern. Diese Maßnahmen wirken sich auf das Prestige aus, das eine Sprache in der Gesellschaft hat, sowie auf den Spracherwerb und den Sprachgebrauch.

## Bedeutung von Sprachpolitik
Sprachen spielen eine wichtige Rolle in der Bildung von nationaler Identität sowie auch in der Identitätsbildung von Individuen. In der Entstehung der europäischen Nationalstaaten war Sprache ein wichtiger Anknüpfungspunkt, indem sie die Zugehörigkeit zur Nation definierte. Dies wurde in der Geschichte unter anderem durch den Nationalsozialismus instrumentalisiert. In der Realität gab und gibt es in der Mehrzahl der europäischen Staaten sprachliche Minderheiten. Die Identität von Nation und Staat ist daher immer eine Fiktion gewesen. Das Resultat waren Sprachkonflikte, die zum Teil bis heute andauern.
Sprachpolitik und Sprachenrecht sind heute weiterhin von uneingeschränkter Bedeutung. Das Staatssystem mit Verwaltung, Justiz und Bildungswesen baut auf Sprache auf. Es existiert eine enge Beziehung zwischen Sprache, Identität und Kultur. Sprache kann als Schlüssel gesehen werden und stellt den Bezug zur Gemeinschaft her. Die Muttersprache sowie Sprachen, mit denen sich jemand identifiziert, lösen positive Assoziationen aus, wie Vertrautheit und Sicherheit. Teil einer Sprachgemeinschaft zu sein, ermöglicht Orientierung und Zuordnung. Dies kann auf Ebene der Nationalkultur geschehen, in ethnischen Gemeinschaften, in regionalen oder lokalen Gemeinschaften durch Dialekte und Mundarten sowie in sozialen Gruppen durch Soziolekte und Jargons.
Daraus folgt, dass Eingriffe in das Sprachverhalten, etwa in Form von Sprachverboten, unmittelbaren Einfluss auf die Psyche des Einzelnen sowie von Volksgruppen haben können. Mangelnde Akzeptanz der eigenen Sprache im Lebensumfeld einer Person kann beispielsweise zu Minderwertigkeitsgefühlen führen. Im Umkehrschluss gilt auch, dass die Wertschätzung von Sprachen und Sprachkenntnissen mit der Wertschätzung jener Menschen zu tun hat, die diese Sprachen sprechen.

### Bestimmter Gebrauch von Sprache
Die Sprachpolitik kann alle Aspekte einer Sprache (Wortschatz, Rechtschreibung und Grammatik) beeinflussen. Sie legt zum Beispiel durch eine Rechtschreibreform die Regeln für die Verschriftlichung fest. Auch Vorgaben zu einer verständlichen und freundlichen Kommunikation, wie sie zum Teil von Verwaltung oder Arbeitgeber vorgegeben wird, können als Sprachpolitik betrachtet werden, wenngleich derartige Vorgabe eher aus der Öffentlichkeitsarbeit resultieren. So gab das Bayerische Innenministerium einen eigenen Leitfaden mit dem Titel Bürgernahe Sprache in der Verwaltung heraus.
In vielen Ländern sind Sprachverwendung und Sprachgebrauch gesetzlich geregelt, so in Frankreich: wo die Académie française dazu gegründet wurde, über den Gebrauch, den Wortschatz und die Grammatik des Französischen zu wachen. „Frankreich leitet seinen Rang in Europa und der Welt auch aus den Eigenheiten seiner Kultur ab, die sich insbesondere über die Sprache definiert (Sprachschutz- und -pflegegesetzgebung).“[Quelle?] In einigen Nachfolgestaaten der Sowjetunion spielte die Identitätswirkung der Nationalsprache eine Schlüsselrolle für die Erlangung der Unabhängigkeit. Dort, z. B. in Lettland, ist heute der Gebrauch des Russischen in der Kommunikation mit öffentlichen Einrichtungen gesetzlich untersagt. In Belgien ist der Gebrauch der Sprachen durch öffentliche Dienste strikt über Sprachgesetze geregelt.

### Sprachverbote
Da Muttersprache eines der wichtigsten Elemente von Identitätsstiftung ist, individuell und kulturell, kann Sprachpolitik einen unmittelbaren Einfluss auf die Psyche des Einzelnen (Minderwertigkeitskomplex) ausüben (wenn die eigene Sprache nicht akzeptiert wird).
Wenn ganze Kulturkreise in ihrer Sprache bevorzugt oder benachteiligt werden, drohen reale Konflikte oder Kriege, so nach dem Zweiten Weltkrieg in Teilen Polens, wo der Gebrauch der deutschen Sprache verboten war, sowie bei den Autonomiebestrebungen der nicht-spanischsprachigen Gebiete in Spanien in den 1970er Jahren. Während die Sowjetunion Russisch als dominierende Sprache den Randvölkern oktroyierte, kehren viele Nachfolgestaaten wie Estland oder Lettland diese Entwicklung um, indem sie den Gebrauch von Russisch stigmatisieren.

## Akteure der Sprachpolitik
Sprachpolitik wird nicht nur von herkömmlichen politischen Akteuren betrieben, sondern darüber hinaus auch von verschiedenen Arten von Institutionen sowie von Einzelpersonen.
Akteure der Sprachpolitik können im Wesentlichen in vier Gruppen eingeteilt werden:
1. Zur Gruppe „Regierung“ gehören all jene Regierungsstellen, Ministerien und Behörden, die offiziell damit betraut sind, Sprachpolitik auf nationaler, regionaler oder lokaler Ebene zu betreiben. Dazu zählen aber auch internationale Organisationen wie die EU oder die UNO, die auf supranationaler Ebene agieren.
2. Unter „Bildungseinrichtungen“ werden Organisationen im Bildungssektor verstanden, wie Kindergärten, Schulen, Universitäten oder Behörden, die Lehrpläne erstellen. Sie haben großen Einfluss auf Sprachgebrauch und Spracherwerb, sowohl explizit durch den Fremd- und Muttersprachenunterricht, als auch implizit durch Zuschreibung von Prestige zu einzelnen Sprachformen.
3. In die Kategorie „Quasiregierungsorganisationen“ fallen Einrichtungen wie Krankenhäuser, Kulturinstitutionen oder Institutionen der Justiz, die durch ihre Sprachverwendung indirekt Sprachpolitik betreiben.
4. Zuletzt betreibt auch jede andere (private) Organisation oder Institution zumindest indirekte Sprachpolitik, beispielsweise durch Anforderungen an Sprachkenntnisse oder Forderung der Einhaltung bestimmter Sprachstandards.[10]

Abseits von diesen vier Kategorien können schließlich auch Freundeskreise oder Familien sowie Einzelpersonen als Akteure von Sprachpolitik bezeichnet werden. Beispiele sind etwa die Ächtung von Vulgärausdrücken in der Familie oder die Entscheidung, Fremdsprachen zu erlernen.

### Auswärtige Sprachpolitik
Auswärtige Sprachpolitik ist Teil der Außenpolitik eines Landes und wird vom Staat beziehungsweise von staatlich unterstützten Organisationen ausgeführt. Sie gehört damit weitgehend zur Auswertung einer bestimmten Varietät im sprachökologischen System eines anderen Landes. Gleichzeitig wirkt ein Staat darauf hin, dass seine Sprache von möglichst vielen Menschen als Fremdsprache gelernt wird. Beispiele dafür sind die Francophonie, Goethe-Institut, DAAD, Britisch Council, BBC World Service, Instituto Cervantes und Konfuzius-Institut.

### Offene und verdeckte Sprachpolitik
Unter einer offenen Sprachpolitik wird eine bewusste und sichtbare Handlung verstanden, mit der in den Gebrauch einer Sprache eingegriffen wird, und die eine offen artikulierte Zielsetzung verfolgt. Verdeckte Sprachpolitik bezeichnet hingegen sprachliches oder anderes Handeln, das sprachliches Verhalten auf eine subtile Weise beeinflusst und das einer versteckten oder unbewussten Absicht dient.

### Bewusste und unbewusste Sprachpolitik
Verdeckte Sprachpolitik kann sowohl bewusst als auch unbewusst erfolgen. Unbewusst ist sie dann, wenn die Akteure kein bewusstes Ziel verfolgen. Dies passiert beispielsweise durch den allgemeinen Gebrauch bestimmter Sprachen oder Varietäten, wenn dem keine bewusste Entscheidung über die Akzeptanz dieser Sprachen oder Varietäten voranging. Im Gegensatz dazu kann verdeckte Sprachpolitik auch bewusst durchgeführt werden, etwa um bestehende Machtverhältnisse zu forcieren.

## Sprachenpolitik der Europäischen Union
Die Europäische Union trägt der Bedeutung von Sprache für Politik und Öffentlichkeit formal Rechnung, indem sämtliche Amtssprachen der Mitgliedsländer auch Amtssprachen der EU sind. Zu unterscheiden ist hier zwischen der internen und externen Sprachenpolitik der EU. Interne Sprachenpolitik bedeutet in diesem Zusammenhang die Sprachregelung für die EU-Organe und Behörden. Die meisten EU-Organe verwenden als so genannte Arbeitssprachen Französisch oder Deutsch neben dem dominierenden Englisch. Trotz der Kritik an dieser Situation, die sowohl Kostenargumente, als auch ideologische Gründe aufführt, wurden Vorschläge, eine Plansprache als Amtssprache für die EU einzuführen, nie ernsthaft verfolgt.
Die Europäische Union verfolgt mit ihrer Sprachenpolitik das Ziel, die Zusammenarbeit in Europa zu stärken und gleichzeitig die Vielfalt zu erhalten. Sie setzt daher Maßnahmen zur Förderung und zum Erhalt der Vielsprachigkeit und des kulturellen Reichtums sowie zur Verbesserung der Sprachkompetenz der Bevölkerung. Untermauert wird dies durch eine umfassende Mehrsprachigkeitspolitik, die die Gleichwertigkeit aller EU-Amtssprachen vorsieht. Im Bildungsbereich ist es erklärtes Ziel der EU, dass Unionsbürger neben ihrer Muttersprache zwei weitere Fremdsprachen beherrschen sollen. Darüber hinaus unterstützt die EU in Bestrebungen hinsichtlich des Schutzes von Regional- und Minderheitensprachen. Seit 2001 wird am 26. September der Europäische Tag der Sprachen gefeiert.
Veröffentlichungen der EU werden aus Kosten- und Effizienzgründen jedoch nicht immer in alle Amtssprachen übersetzt. Während Rechtsvorschriften, politisch bedeutsame Dokumente und allgemeine Informationen in allen Amtssprachen veröffentlicht werden, sind nicht rechtsverbindliche Dokumente meist nur in Deutsch, Englisch und Französisch verfügbar. Dringende oder kurzlebige Informationen werden nach Bedarf übersetzt. Spezialisierte Informationen sind je nach Zielgruppe nur in einer begrenzten Zahl an Sprachen verfügbar.

### Rechtsgrundlage
Die Achtung der Sprachenvielfalt findet in der Präambel sowie in Artikel 2 des Vertrages über die Europäische Union Erwähnung. Die Charta der Grundrechte der EU, aus dem Jahr 2000 enthält das Verbot von Diskriminierung aufgrund von Sprache (Artikel 21) und verpflichtet die Union zur Achtung der sprachlichen Vielfalt (Artikel 22). Der Vertrag über die Arbeitsweise der Europäischen Union beinhaltet das Recht von EU-Bürgern, sich schriftlich in einer der Sprachen der Mitgliedstaaten an jedes Organ und an jede Einrichtung der Union zu wenden und eine Antwort in derselben Sprache zu erhalten (Artikel 24 Absatz 4 AEUV). Eine Ausnahme bildet hierbei das Luxemburgische, da die Regierung des Landes freiwillig auf dieses Recht verzichtet hat. Keinen offiziellen Status im EU-Recht besitzen dagegen die Sprachen von Minderheiten, sofern sie nicht Amtssprache in einem der Staaten der EU sind, sowie die Sprachen von Migrantengruppen. Folglich können die entsprechenden Sprachen nicht in der Kommunikation mit EU-Organen verwendet werden. Allerdings soll die Charta der Regional- und Minderheitensprachen Minderheitensprachen eine Förderung bieten (wenngleich diese sich von Staat zu Staat unterscheiden kann).

### Leistungen
Leistungen, die die Europäische Union im Bereich der Sprachenpolitik erbracht hat bzw. deren Umsetzung sie anstrebt, beinhalten den Schutz von Minderheitensprachen, die Ermöglichung einer Vergleichbarkeit von Sprachkompetenz, die Einrichtung eines Europäischen Fremdsprachenzentrums, des Mercator-Forschungszentrum für Mehrsprachigkeit und Vermittlung von Sprachen, sowie eines Europäischen Masterstudiengangs Übersetzen und die Bereitstellung des maschinellen Übersetzungsdienstes MT@EC. Darüber hinaus hat die EU Aktionsprogramme wie Erasmus+, Kreatives Europa und den Europäischen Tag der Sprachen ins Leben gerufen. Sie verleiht Auszeichnungen wie das Europäische Sprachensiegel oder die Juvenes Translatores.

### Europäischer Kommissar für Mehrsprachigkeit
Von 2007 bis Februar 2010 gab es in der Kommission der Europäischen Union einen eigenen Kommissar für Mehrsprachigkeit, während dieser Bereich vor und nach dieser Zeit beim Kommissar für Allgemeine und berufliche Bildung, Kultur und Jugend lag bzw. liegt. Kommissar für Mehrsprachigkeit war der Rumäne Leonard Orban. Zentrale Aspekte seiner Amtszeit waren die Förderung des Fremdsprachenlernens ab dem frühesten Kindesalter, das Konzept des lebenslangen Lernens sowie die Förderung der Mehrsprachigkeit für kleine und mittelständische Betriebe.